# Yaaltzi
Yaaltzi är en ort i Mexiko.   Den ligger i kommunen Zinacantán och delstaten Chiapas, i den sydöstra delen av landet, 700 km öster om huvudstaden Mexico City. Yaaltzi ligger 1 632 meter över havet och antalet invånare är 441.
Terrängen runt Yaaltzi är varierad. Runt Yaaltzi är det ganska tätbefolkat, med 54 invånare per kvadratkilometer. Närmaste större samhälle är Chiapa de Corzo, 18,0 km väster om Yaaltzi. I omgivningarna runt Yaaltzi växer huvudsakligen savannskog.